# Nobuyuki Abe (Fußballspieler)
Nobuyuki Abe (japanisch 阿部 伸行 Abe Nobuyuki; * 27. April 1984 in Higashiyamato) ist ein japanischer Fußballspieler.

## Karriere
Abe erlernte das Fußballspielen in der Jugendmannschaft von FC Tokyo und der Universitätsmannschaft der Ryūtsū-Keizai-Universität. Seinen ersten Vertrag unterschrieb er 2007 bei FC Tokyo. Der Verein spielte in der höchsten Liga des Landes, der J1 League. 2011 wechselte er zum Zweitligisten Shonan Bellmare. 2012 wurde er mit dem Verein Vizemeister der J2 League und stieg in die J1 League auf. Am Ende der Saison 2013 stieg der Verein wieder in die J2 League ab. Für den Verein absolvierte er 50 Ligaspiele. 2015 wechselte er zum Ligakonkurrenten Giravanz Kitakyushu. Für den Verein absolvierte er 48 Ligaspiele. 2017 wechselte er zum Drittligisten AC Nagano Parceiro. Nach vier Jahren unterschrieb der Torwart Anfang 2021 einen Vertrag seinem ehemaligen Verein, dem Erstligisten FC Tokyo. Nach einer Saison wechselte er im Januar 2022 zum Zweitligaaufsteiger Iwate Grulla Morioka nach Morioka. Am Ende der Saison 2022 belegte er mit Iwate Grulla Morioka den letzten Tabellenplatz und musste in die dritte Liga absteigen.

## Erfolge
FC Tokyo
- J.League Cup: 2009